# 농심켈로그
농심켈로그(영어: Nongshim Kellogg Company)는 대한민국의 시리얼 전문 식품 회사이다.

## 연혁
- 1981년: 농심 안성공장 위치를 한 농심켈로그 안성시리얼공장 준공
- 1981년 3월 18일: 회사 설립, 미국 켈로그-농심 합작투자 계약, 최초로 콘 푸레이크 생산
- 1983년: 콘 푸레이크 양산, 판매개시
- 1988년: 1차 증자
- 1993년: 켈로그가 94 FIFA 월드컵 공식 시리얼 선정
- 1995년: 퓨리나 코리아(현, 롯데네슬레코리아) 시리얼 부문(첵스) 인수
- 1996년: 영업부 확대 발족, 2차 증자
- 1997년: 서울사무소 이전
- 2012년 2월: 미국 프링글스 사 인수
- 2015년 4월 10일: 키자니아 서울 내 '시리얼 팩토리' 체험관 오픈
- 2023년 10월: 농심켈로그의 주주변경 WK켈로그를 변경하였다.
- 2024년 8월: 스낵, 에너지바 부문인 켈로노바가 미국의 마즈 395억원(약 48조 6천억원)에 인수 확정 (2025년 초에 완료 계획이다.)

## 생산 제품
시리얼
- 콘푸로스트
- 올브랜
- 첵스
  - 오곡으로 만든 첵스 초코
  - 첵스 파맛 (한정판) → 단종
  - 첵스 팥맛 (한정판)
- 코코팝스
- 곡물이야기
- 후루트 링
- 아몬드 푸레이크
- 뉴 아몬드 후르츠너츠
- 콘 푸레이크
- 스페셜 K
- 그래놀라
- 코코팝스
- 허쉬 초코크런치
- 아몬드 현미 푸레이크

시리얼바
- 켈로그바
- 스페셜K 아몬드바

스낵
- 프링글스
  - 프링글스 오리지널
  - 프링글스 양파맛
  - 프링글스 치즈맛
  - 프링글스 매운맛
  - 프링글스 피자맛
  - 프링글스 또띠아
  - 프링글스 할라피뇨
  - 프링글스 마요네즈
  - 프링글스 치즈버거
  - 프링글스 버터카라멜
  - 프링글스 요구르트
  - 프링글스 콜라
  - 프링글스 솣불소지시
  - 프링글스 마늘감자구이
  - 프링글스 볼로네제스파게티
  - 프링글스 버터팝콘
  - 프링글스 슈퍼핫 스파이시 할라피뇨 파퍼
  - 프링글스 슈퍼핫 스파이시 칠리새우

## 본사 및 공장
- 본사 : 서울특별시 강남구 테헤란로 134 (역삼동)
- 안성공장 : 경기도 안성시 공단2로 29 (안성동)

## 같이 보기
- 켈라노바
- WK 켈로그
- 포스트 (브랜드)